# Institut californien pour la médecine régénérative
Pour les articles homonymes, voir CIRM.
 (août 2022).
L'Institut californien pour la médecine régénérative (en anglais California Institute for Regenerative Medecine ou CIRM) aussi connue comme agence californienne pour les cellules souches (California’s Stem cell Agency) est une initiative de l'État californien pour promouvoir les travaux sur les cellules souches et leur application à la santé humaine. Il a été créé en 2004 à la suite d'un référendum.

## Origine et objectifs
Le CIRM est fondé dans un contexte chargé politiquement et dans le but de contrer les effets du blocage de la recherche sur les cellules souches par le président américain George W. Bush en 2001. En 2004, lors d'un référendum, la proposition 71 qui propose la création du CIRM et permettrait de placer la Californie à la pointe de la recherche sur les cellules souches est soumise au vote des Californiens qui votent en faveur de la proposition à 59% (soit environ 7 millions de votants) contre 41%.
Le CIRM est financé sur une période de 10 ans à hauteur de 3 milliards de dollars de fonds publics levés par la vente d’obligations. Il est dirigé par un comité de pilotage composé de 29 membres (ICOC).
L’objectif premier du CIRM est d’accélérer la recherche scientifique et son application à la médecine.

## Activités et impact
Le CIRM a financé entre autres de nombreuses infrastructures comme des centres de recherche dédiés en Californie. Les autres financements portent sur des projets scientifiques, des essais cliniques, des projets collaboratifs avec des entreprises privées actives dans le domaine des cellules souches.
Beaucoup de scientifiques louent l’environnement favorable à la recherche sur les cellules souches que le CIRM a créé.
L’impact concret sur la santé humaine, en particulier dans le domaine de la médecine régénérative et du traitement des maladies reste cependant à être établi.

## Controverses
Le CIRM a fait l’objet d’une série de controverses importantes. 
- En 2012, un audit par l’Académie nationale de médecine des États-Unis a révélé qu’une partie importante des membres du comité de pilotage étaient en situation de conflits d’intérêts du fait de leur appartenance à des institutions qui ont elles-mêmes directement bénéficié des financements du CIRM.
- En 2013, le président du comité, Alan Trounson, démissionne et prend immédiatement un emploi dans une compagnie privée, elle aussi auparavant financée par le CIRM. Des difficultés surviennent pour lui trouver un remplaçant.
- Promesses non tenues: la campagne en faveur de la proposition 71 en 2004 a été critiquée pour avoir fait des promesses au grand public considérées comme extravagantes quant aux retombées immédiates sur la santé humaine et le traitement de maladies incurables à l’heure actuelle.

## Pérennité
La campagne pour assurer l’avenir du CIRM, ou CIRM.2, a déjà commencé.

## Sources
- Cellules souches : la Californie vise le leadership. 5 juin 2008. Michel Ktitareff. Les Échos.

https://www.lesechos.fr/05/06/2008/LesEchos/20187-056-ECH_cellules-souches---la-californie-vise-le-leadership.htm#
- (en) Cellules souches: l'Institut californien bloqué en justice. 28 février 2008. Science & Avenir

https://www.sciencesetavenir.fr/sante/cellules-souches-l-institut-californien-bloque-en-justice_5702
- (en) Ten years in, California's stem cell program is getting a reboot. 3 janvier 2015. Michael Hiltzik. LA times

http://www.latimes.com/business/hiltzik/la-fi-hiltzik-20150104-column.html
- (en) National Panel Says California Stem Cell Agency Has Room for Improvement. 6 décembre 2012. Greg Miller. Science Mag

http://www.sciencemag.org/news/2012/12/national-panel-says-california-stem-cell-agency-has-room-improvement
- (en) CIRM: The Good, the Bad, and the Ugly. 24 decembre 2010. Greg Miller. Science Mag

http://science.sciencemag.org/content/330/6012/1742.summary
- (en) Stem cell agency tightens ethics rules. 24 juillet 2014, Bradley Fikes. SanDiego Union Tribune

http://www.sandiegouniontribune.com/business/biotech/sdut-cirm-ethics-randal-mills-2014jul24-story.html
- (en) Stem-cell agency faces budget dilemma. 31 janvier 2012. Erika Hayden. Nature

http://www.nature.com/news/stem-cell-agency-faces-budget-dilemma-1.9942